# Arnold Hauser
Arnold Hauser (8. května 1892 Temešvár – 28. ledna 1978 Budapešť) byl maďarský historik umění a sociolog narozený v Rumunsku,

## Život
Většinu aktivního života prožil na univerzitách ve Vídni, Berlíně, Paříži a Londýně. Svá díla psal německy. Byl žákem Henri Bergsona, více byl však ovlivněn teoriemi marxisty György Lukácse. Umění vnímal jako bytostně spjaté s vývojem společnosti, tuto spjatost dokazoval například ve své nejvlivnější práci Sozialgeschichte der Kunst und Literatur z roku 1951. Zde popsal například spjatost realismu a naturalismu v moderním umění s nástupem merkantilismu a buržoazní společnosti.